# トヨタ・MP-1
トヨタ・MP-1はトヨタ自動車が1975年の東京モーターショーで参考出品した自動車である。

## 概要
1975年10月31日から11月10日まで開催された第21回東京モーターショー（東京晴海）に出展された。5代目クラウン2600をベースに製作されたワゴンモデルで、ジャーナリズム筋からは『ただちに生産に移してもおかしくない』と評されていた。
MPとはマルチ・パーパスの略称で、ユーザーが多目的に使える車両として開発された。当時の資料では『未来の乗用車の姿を表した』と表現しており、現在のミニバンコンセプトを先取りした車両だった。

## 車両構造
上述の通りクラウンベースであり、当時のクラウンと同じくペリメーター・フレーム構造を採用している。これは基本構造を流用してコストダウンを図るほか、モノコック構造より重量に耐えられ、しかも室内空間が大きくとれるものとなっている。
ルーフは車両後方までつながっており、見た目は当時のステーションワゴンに近い構造である。一方エンジンルーム開口部は現在の1.5ボックスミニバンのように短く抑えられ強い傾斜をもっている。全長4,800mmx全幅1,890mmx全高1,680mmと当時としてはかなり大きな車体構造を持ち、また、当時の乗用車としては珍しく車高が高くなっており、シート1列目後方の段差には明り取りの窓もつけられている。
運転席自体がより前方に位置しているため後方のスペースが十分に配慮されている。室内は2列シートの4～5人乗りで、助手席と後席は後ろ向きに回転できる。運転席はコラムシフトが採用されており、1～2列目の車内で行き来が可能となる。後輪駆動車でありながら床面をフラットに設計した例は珍しい。
注目すべき点は、スライドドアの使用である。車両左側だけではあるがスライドドアが採用され、車椅子一台が載ることができる大きさの電動式のステップが取り付けられていた。そのためスライドドア側の2列目キャプテンシートは取り外し可能となっており、現在の福祉車両を先駆けるものとなっていた。

## MPV（=ミニバン）の祖先
1960年代末期から1970年代前半の石油ショック以前までは日本でも高度成長期がある程度達成され、また米国の影響を受け国もレジャーに向けた施策を打ち出しはじめたところで、自動車業界でもレジャー用車両が登場してきた頃である。すでに国内の軽自動車ではスズキジムニー、バモスホンダなどレジャー用車両が登場、1973年の東京モーターショーには三菱自動車工業が「三菱ジープ・パジェーロ」を参考出品している。のちのパジェロの原案となった車である。ところが、この年の12月に第一次石油ショックが起こり景気は急落。この影響で翌年1974年のモーターショーは中止された。
このような状態の中再開されたモーターショーに参考出品されたMP-1であったが、先に述べた内容からその完成度はかなり高かったと報じられている。この車両は乗用車以外でも法人向け、高級タクシーなどに対応できることを目的として設計されていたという。
ヨーロッパではクライスラーが1967年からミニバンの開発を手がけており（このモデルは紆余曲折を経て最終的にはルノー・エスパスとして1984年発売）、1977年には、イタリアのランチアがガンマをベースにしたミニバン『メガガンマ』を発表した。国内では三菱自動車工業が1979年の第23回東京モーターショーでSSW（スーパースペースワゴン）として参考出品し、これは1983年に三菱・シャリオとして発売された。また、日産自動車では1982年にプレーリーを発売。現在ではこの2車種が『国産ミニバンのパイオニア』として呼ばれることが多い。
一方トヨタは1981年の第24回東京モーターショーには多目的4WD車両「RV-5」を参考出品し、翌年スプリンターカリブとして発売。全車4輪駆動という当時としては異例のラインナップからクロスオーバーSUVのパイオニアと呼ばれた。同時期、キャブワゴンベースとしたワンボックスカーブームが起こっており、トヨタ車ではタウンエースがその一役を担うこととなった。
トヨタが本格的にミニバンを市場に投入したのは1990年のエスティマからとなる。ただし当初は売れ行きが悪く、ミニバンが本格的に市場に受け入れられるのは1994年のホンダ・オデッセイの大ヒットを待つこととなる。